# Schade, dass sie eine Hure war (Oper)
Schade, dass sie eine Hure war ist eine Oper in fünf Akten von Anno Schreier (Musik) mit einem Libretto von Kerstin Maria Pöhler nach der Tragödie ’Tis Pity She’s a Whore (1633) des elisabethanischen Autors John Ford. Sie wurde am 16. Februar 2019 an der Deutschen Oper am Rhein in Düsseldorf uraufgeführt.

## Handlung

### Erster Akt
Die Zwillings-Geschwister Giovanni und Annabella lieben sich heimlich inbrünstig. Die schöne Annabella zieht allerdings auch die Blicke anderer Männer auf sich. So werben der römische Soldat Grimaldi, der hysterische Bürger Bergetto und der Edelmann Soranzo um sie. Letzterer ist der Favorit von Annabelles Vater. Giovanni gesteht einem Mönch seine verbotene Inzest-Liebe. Der Geistliche nimmt sich vor, die Geschwister vor dem Verderben zu bewahren.

### Zweiter Akt
Soranzo verstößt seine bisherige Geliebte Hippolita, die seinetwegen ihren Ehemann Richardetto verlassen hatte. Sein intriganter Diener Vasquez heuchelt Verständnis für Hippolita und verspricht ihr Unterstützung gegen Soranzo. Richardetto, der verstoßene Gatte, kehrt als Quacksalber mit seiner Nichte Philotis nach Parma zurück, um Rache für die ihm angetanen Kränkungen zu nehmen. Die umschwärmte Annabella weist alle Verehrer ab und schwört ihrem Bruder Giovanni ewige Treue.

### Dritter Akt
Annabella ist schwanger. Sie wird gezwungen, Soranzo zu heiraten. Der Mönch soll sie noch in dieser Nacht miteinander verloben. Der Soldat Grimaldi erfährt durch Richardetto von diesem Plan und nimmt sich vor, den Rivalen zu beseitigen. Vor der Zelle des Priesters trifft der eifersüchtige Grimaldi schließlich auf Bergetto, der Philotis heiraten will. Der vergiftete Degen von Grimaldi trifft den Falschen: Bergetto stirbt, der Mönch segnet den Ehebund zwischen Annabella und Soranzo.

### Vierter Akt
Das Hochzeitsfest von Annabella und Soranzo ist prachtvoll. Hippolita erscheint und hat, angestiftet vom Diener Vasquez, Gift in einen Weinbecher gemischt, den sie Soranzo reichen will. Doch Vasquez übergibt das Gefäß an Hippolita, die daraufhin qualvoll stirbt. Giovanni will mit Annabella fliehen. Soranzo erfährt von Annabellas Schwangerschaft, verflucht sie und will den Namen seines Nebenbuhlers wissen. Vasquez erfährt ihn schließlich von der Amme Putana, die er daraufhin wegschleppen und foltern lässt.

### Fünfter Akt
Giovanni und Annabella schwören sich einmal mehr ewige Liebe. Giovanni ersticht Annabella und schneidet sich selbst die Pulsadern auf. Blutüberströmt erscheint der Todgeweihte beim Hochzeitsfest und gesteht den Mord an seiner geliebten Schwester. Er tötet Soranzo und stirbt. Inmitten der Leichen flucht Vasquez: „Schade, dass sie eine Hure war.“

## Gestaltung

### Musik
Anno Schreier versteht sich als Komponist ohne „musikalische Marke“. Vielmehr „sauge“ er wie auch berühmte Kollegen (Wolfgang Amadeus Mozart, Richard Strauss, Igor Strawinsky) auf, „was er an künstlerischer Substanz“ vorfinde, um daraus etwas Eigenes zu machen. Diese eklektizistische Grundhaltung prägt auch die Musik von Schade, dass sie eine Hure ist. Die Partitur ist ungemein zitatenreich und orientiert sich an Festmusik der Renaissance wie an Hollywood-Thrillern, scheut aber auch keine Anleihen beim italienischen Schlager: „Nicht nur der Sänger, auch die Musik verkleidet sich“ (Anno Schreier).
Die Musikkritik war von Schreiers stilistischem Ansatz allerdings nicht restlos überzeugt: „Seine Musik kennt viele Brüche, aber nicht den, der unter künstlerischen Kriterien, in welchem Stil auch immer, der entscheidende bleibt: den, in dem Ambivalenzen entstehen, in dem das Uneindeutige, das Nicht-mehr-Beherrschbare sich Bahn bräche.“ Die Frankfurter Allgemeine Zeitung lobte Schreiers souverän umgesetzten Eklektizismus, bei ihm gebe es „kaum eine zitathafte oder bloß alludierende Wendung, die nicht sogleich auf ihre Tragfähigkeit überprüft würde“. Allerdings übertreibe er gelegentlich: „Kein Zweifel: Die Pferde gehen mit dem Komponisten auf der Jagd nach Zitaten und Anspielungen oft durch, und der redensartliche Einwand 'Weniger wäre mehr gewesen' ist dann doch gelegentlich berechtigt, etwa bei der ausgiebigen Rossini-Parodie der Ammenszene im vierten Akt.“

### Libretto
Das Libretto schrieb die Kölner Regisseurin und Autorin Kerstin Maria Pöhler, die 2005 die Kammeroper Der Patient schrieb (Uraufführung am Theater Regensburg) und 2011 mit ihrem Textbuch zu Anno Schreiers Oper Die Stadt der Blinden (Uraufführung Oper Zürich) für Aufsehen sorgte. Bei ihrer Bearbeitung von Schade, dass sie eine Hure war straffte Pöhler die Handlung, strich vor allem Monologe, wie sie für das elisabethanische Theater typisch waren, und verdichtete einzelne Charaktere auf operntaugliches Format.
Von den insgesamt dreißig Seiten des Text-Entwurfs kürzte der Komponist sieben, womit die Librettistin nach eigener Aussage kein Problem hatte: „Wenn es einem auf jedes Wort ankommt, muss man Lyriker werden.“ Gleichwohl betonte Schreier, wie wichtig es ihm ist, mit der Textdichterin zusammenzuarbeiten.

## Geschichte
Das elisabethanische Drama Schade, dass sie eine Hure war wurde vielfältig adaptiert. Luchino Visconti inszenierte eine Bearbeitung des Stücks 1961 mit Romy Schneider und Alain Delon. Der schwedische Regisseur Vilgot Sjöman verfilmte den Stoff 1966 als Syskonbädd 1782 (Geschwisterbett), der italienische Autor Giuseppe Patroni Griffi ebenfalls (Addio fratello crudele, 1971, mit Charlotte Rampling und Oliver Tobias in den Hauptrollen). Die britische BBC drehte 1980 einen Fernsehfilm (Regie Roland Joffé), 2018 entstand ein Hörspiel. Peter Greenaway ließ sich von der Tragödie zu seinem Film Der Koch, der Dieb, seine Frau und ihr Liebhaber anregen. Die Faszination erklärt sich durch das brisante Thema Inzest und die hochdramatische, mitreißende Handlung, bei der sich Komik und Tragik wild vermischen.
Über John Fords Leben ist wenig bekannt. Es gibt Hinweise, dass er als Jurist tätig war, aber wohl nie als Anwalt arbeitete. Mit dem Schreiben begann er erst im vorgerückten Alter. Das Stück wurde 1633 im London Londoner Phoenix-Theater an der Drury Lane aufgeführt und richtete sich an ein „gemischtes Publikum“. Die Sprache ist eher poetisch-höfisch, die Handlung aus brutalen und komischen Szenen sollte eher bodenständige Zuschauer in Bann schlagen. Die privat finanzierten Theater der Zeit waren auf beide Schichten, den Adel und das Bürgertum, angewiesen.

### Entstehung
Komponist Anno Schreier ist es wichtig, ein Libretto mit einem „konzentrierten Handlungsgerüst“ vorliegen zu haben, das ihm „ausreichend musikalischen Spielraum“ bietet. Er zeigte sich von John Fords Schauergeschichte angetan, weil die dramatische Handlung durch die eingeschobenen komischen Szenen und Charaktere immer wieder ins Gegenteil umschlägt. Das bewirke eine Ambivalenz, wie sie beispielsweise auch für Claudio Monteverdis Die Krönung der Poppea oder Mozarts Don Giovanni gelte. Im Programmheft zur Uraufführung wird auf weitere Werke mit „Tabu-Brüchen“ verwiesen, etwa Richard Wagners Die Walküre, wo Siegmund und Sieglinde auch einer inzestuösen Liebe frönen, oder Richard Strauss’ Salome, in der Herodes seine Stieftochter begehrt.

### Rezeption
Die Uraufführung im Februar 2019 wurde von der Presse überwiegend positiv aufgenommen. Die Süddeutsche Zeitung verwies auf die „fraglos handwerkliche Brillanz“, bemängelte allerdings Schreiers Musikstil: „Von der Renaissance bis zum 20. Jahrhundert hinein zitiert er sich durch die Musikgeschichte, wobei er klassisch als höher Geltendes aus Oper und Lied munter mit klassisch als nieder Geltendem wie Tänzen und Schlagern aller Epochen verquirlt. Ausgespart bei den Zitaten bleibt nur die zweite Hälfte des 20. Jahrhunderts, die für Schreier anscheinend nicht mehr zur Musikgeschichte zählt.“ Die Westdeutsche Zeitung urteilte, das Werk setze „Maßstäbe für zeitgenössisches Musiktheater“, schränkte allerdings ein: „Doch Schreiers Musik hat derart viel Stoff in sich, dass die zusätzliche Ebene bisweilen zu einer Überladung und semantischer Stauung führt.“ Der Bayerische Rundfunk würdigte die Musik von Schreier mit den Worten: „Rein akustisch explodiert bei ihm etwa alle fünf Minuten ein Tankwagen und dazwischen verbreiten die Geigen wohligen Grusel.“ Die Zuschauer seien „so verblüfft wie angetan“ gewesen. Das Opernmagazin fasste zusammen: „Es hat Spaß gemacht. Den Mitwirkenden ist es gelungen, trotz des ernsten Themas eine Oper mit Witz und Pointentreichtum auf die Bühne zu bringen, modern, zeitlos und ohne in die Klamotte abzudriften. Großes Lob und verdienter Applaus.“ Die Westfälische Rundschau lobte Schreier, er deute „mit beachtlicher handwerklicher Virtuosität und viel Herzblut für ein lustbetontes Musiktheater Perspektiven an für Opernmodelle unserer Zeit“. Außerdem lobte das Blatt die Bühnentauglichkeit des Werks: „Dass Schreier stets Rücksicht auf die Aufführbarkeit seiner Stücke nimmt, trägt zum Erfolg seiner Werke bei, die allesamt Chancen haben, sich zum Repertoirestück entwickeln zu können. Sowohl szenisch als auch musikalisch setzt er keine Hürden, die den Probenplan eines Theaters in Bedrängnis bringen könnten.“